# Etheostoma uniporum
Etheostoma uniporum är en fiskart som beskrevs av Distler, 1968. Etheostoma uniporum ingår i släktet Etheostoma och familjen abborrfiskar. Inga underarter finns listade i Catalogue of Life.